# Elisabetta Fantone
Elisabetta Fantone (* 12. August 1982 in Montreal, Québec) ist eine kanadische Schauspielerin, Model, Künstlerin und Autorin.

## Leben
Fantone wurde 1982 in Montreal geboren. Kurz nach ihrer Geburt zog die Familie nach Italien, dem Heimatland ihrer Eltern. Mit acht Jahren kehrte Fantone nach Montreal zurück. Während der Highschool-Zeit nahm sie Gesangs-, Tanz- und Schauspielunterricht. Daneben absolvierte sie verschiedene Sprachklassen sowie Kurse für Möbel- und Schmuckgestaltung. Auf dem College besuchte sie den Studiengang Creative Arts und begann neben dem Schauspielern mit der Malerei. In dieser Zeit konnte sie auch erste kleinere Film- und Fernsehrollen besetzen, zum Beispiel 2002 in der Komödie Pluto Nash – Im Kampf gegen die Mondmafia. Nach dem College gründete Fantone das Design-Label Specs Interiors.
Im Jahr 2006 wurde Fantone einer breiteren Öffentlichkeit bekannt, als sie an der Endemol-Realityshow Loft Story, dem kanadischen Äquivalent zu Big Brother, teilnahm. Danach startete sie ihre Schauspielkarriere mit Rollen in Serien wie Blue Mountain State und The Glades und spielte Hauptrollen in Fernseh- und Kinofilmen wie Havanna 57 und My Name Is Sandy.
Künstlerisch widmet sich Fantone seit 2006 der Porträtmalerei. Ihre Werke wurden seitdem in verschiedenen Galerien in Kanada und den Vereinigten Staaten ausgestellt. Ihre erste Ausstellung trug den Titel Various Faces, es folgten verschiedene Einzel- und Gruppenausstellungen sowie Auftragsarbeiten für prominente Kunden wie Muhammad Ali, Gretchen Rossi und die Kardashian-Schwestern.
Neben der Schauspielerei und Malerei ist Fantone als Model tätig. Neben Werbekampagnen für verschiedene Mode- und Kosmetiklabel war sie als Covergirl auf diversen Zeitschriften wie Men’s Fitness und Summum Magazine zu sehen. Im Jahr 2007 war Fantone auch als Sängerin tätig und veröffentlichte in Zusammenarbeit mit dem kanadischen DJ MC Mario einen Remix des Songs Feel von Robbie Williams. Außerdem veröffentlichte sie 2008 das Buch Journal intime d'une Lofteuse, in dem sie ihre Erlebnisse während der Realityshow Loft Story erzählt.

## Filmografie (Auswahl)

### Filme
- 2010: Secrets of the Mountain
- 2012: Havana 57
- 2012: My Name Is Sandy
- 2013: Nicky Deuce (Fernsehfilm)
- 2013: The Arrangement (Fernsehfilm)
- 2014: Big Eyes
- 2017: The River Cabin (Kurzfilm)
- 2017: Girlfriend Killer
- 2018: Papa Est Devenu un Lutin
- 2020: Sorority Secrets
- 2023: MobKing
- 2023: The Lurking Fear

### Fernsehserien
- 2010: Blue Mountain State (2 Episoden)
- 2012: Jampack (3 Episoden)
- 2012–2013: The Glades (4 Episoden)
- 2015: South Beach (6 Episoden)
- 2022: La Petite Mairesse (7 Episoden)

## Ausstellungen (Auswahl)
Die Porträt-Serien Fantones wurden in verschiedenen Galerien und Sammlungen in Kanada und den Vereinigten Staaten ausgestellt:
- 2006: Various Faces (Pangée Gallery, Montreal)
- 2009: Blonde Icons (Marché Bonsecours, Montreal)
- 2011: Now and Then (Thompson Landry Gallery, Toronto)
- 2012: Artist’s Rendering (Myra Galleries, Miami)
- 2013: Faces Gone Pop (Kurbatoff Art Gallery, Vancouver)
- 2013: Rock Royalty (Gallerie203, Montreal)